# Mabrouk El Mechri
Mabrouk El Mechri (* 18. September 1976 in Versailles, Frankreich) ist ein französischer Regisseur und Drehbuchautor tunesischer Herkunft.

## Leben
El Mechris erste Arbeiten als Regisseur und Drehbuchautor waren drei Kurzfilme, die er in den Jahren 1998, 2000 sowie 2003 inszenierte. 2005 gab er mit dem Film Virgil sein Langspielfilmdebüt. Im Jahr 2006 folgte eine Direct-to-DVD-Produktion mit dem Titel Stand Up!. 2007 trat er erstmals als Schauspieler in Erscheinung und übernahm eine Rolle in der Produktion Gomez vs. Tavarès.
Im Jahre 2008 inszenierte er den Film JCVD, der für die Goldene Palme nominiert wurde. In dieser Tragikomödie spielt Hauptdarsteller Jean-Claude Van Damme sich selbst. Seit 2010 ist El Mechri als Regisseur an der Fernsehserie Maison close beteiligt. 2012 gab er mit dem Action-Thriller The Cold Light of Day sein Hollywood-Debüt.

## Filmografie
Regisseur und Drehbuchautor
- 1998: Mounir et Anita (R+D)
- 2000: Generation Cutter (R+D)
- 2003: Concours de circonstances (R+D)
- 2005: Virgil (R+D)
- 2006: Stand Up! (R)
- 2008: JCVD (R+D)
- 2012: The Cold Light of Day (R)
- 2022: Kung Fu Zohra (R+D)

Darsteller
- 2007: Gomez & Tavarès

Kameramann
- 2006: Stand Up!

Komponist
- 1998: Mounir et Anita